# Ohrtbrookgraben
Der Ohrtbrookgraben (en: Orthbrooks Graben) ist ein rechter Nebenfluss der Pinnau und bildet im unteren Bereich die Grenze zwischen den beiden Städten Uetersen und Tornesch.

## Verlauf
Ein Teil des Ohrtbrookgraben verläuft heute zunächst unterirdisch, beginnend am Tornescher Bahnhof, und dann weiter in Richtung Uetersen und trifft nach dem Regenrückhaltebecken auf den Hauptarm. Dieser entspringt in der Heidgrabener Feldmark und fließt dann weiter in Richtung Uetersen. Ab der Hochfeldstraße in Uetersen verläuft er rund einen Kilometer unterirdisch durch das Stadtgebiet Uetersens, dabei unterquert der Ohrtbrookgraben die Kreisstraße 20 (Wittstocker Straße). Im weiteren Verlauf (oberirdisch) streift er das Grenzgebiet der Stadt Tornesch um dann in Uetersen durch das Landschaftsschutzgebiet Wiesengrund zu fließen. Dort mündet der Basshornlaufgraben in den Ohrtbrookgraben. Im weiteren Verlauf fließt der Ohrtbrookgraben in das 2003 neugestaltete Regenrückhaltebecken und ein weiteres Rückhaltebecken. Danach erhöht sich seine Fließgeschwindigkeit drastisch und er durchquert mehrere Wiesen und Felder und unterfließt anschließend die Kreisstraße 22 (Große Twiete) in Richtung Pinnau. Dabei durchquert er das Landschaftsschutzgebiet Ehemaliges Pinnautal. Der Ohrtbrookgraben mündet bei Pinnau-km 11,9.